# Sören Seidel
Sören Seidel (* 10. Oktober 1972 in Düsseldorf) ist ein ehemaliger deutscher Fußballspieler.

## Karriere
Seidel begann seine Laufbahn bei verschiedenen Amateurvereinen in Bremen (Blumenthaler SV, SG Aumund-Vegesack) und Niedersachsen (SV Atlas Delmenhorst). Ab 1997 stand er im Kader des Bundesligisten Werder Bremen, bei dem er in den folgenden anderthalb Jahren zwölf Ligaspiele bestritt. Zwischenzeitlich wurde er an den damaligen Zweitligisten Hannover 96 ausgeliehen. 1999 wurde er gemeinsam mit Ulf Kirsten Torschützenkönig des DFB-Ligapokals.
Ab 2000 spielte Seidel je zwei Jahre beim Zweitligisten MSV Duisburg und beim Regionalligisten Holstein Kiel. Nach einer Saison beim Drittligisten Preußen Münster folgten Stationen beim 1. FC Kleve in der Oberliga Nordrhein und beim SV Lippstadt 08 in der Oberliga Westfalen. Von 2007 bis 2009 spielte Seidel zwei Jahre in der Regionalligamannschaft von Borussia Mönchengladbach.
Ab der Saison 2009/10 spielte er in der Oberliga Niedersachsen beim TSV Ottersberg, bevor er zur Saison 2010/11 zu seinem alten Heimatverein Blumenthaler SV in die Bremen-Liga zurückkehrte. Nach einem Jahr wechselte er zum Ligarivalen FC Oberneuland, mit dem er Meister wurde und noch einmal in die Regionalliga Nord aufstieg. Im Jahr 2013 kehrte er nach Ottersberg zurück, wo er seine Laufbahn beendete.
Seidel ist Geschäftsführer einer Spieleragentur und im Nachwuchsbereich des JFV Bremen aktiv.

## Erfolge
- DFB-Pokalsieger (1): 1999
- Torschützenkönig des DFB-Ligapokals (1): 1999